# Vincenzo Fiorillo
Vicenzo Fiorillo, född 13 januari 1990, är en italiensk fotbollsmålvakt som spelar för Salernitana.

## Karriär
Vincenzo Fiorillo inledde karriären i Sampdoria i hemstaden Genua. Han ansågs tidigt vara en stor talang och jämfördes med Gianluigi Buffon. Som 18-åring räddade han två straffar i finalen av Coppa Italia Primavera mot Atalanta och ledde därmed Sampdoria till seger i turneringen. Samma vår fick han göra sin första match i Serie A, mot Reggina.
Efter en och en halv säsong som reservmålvakt i Sampdoria lånades Fiorillo i januari 2010 ut till Reggina Calcio, som då låg i Serie B. Han spelade fem matcher för klubben under våren innan han återvände till Sampdoria.
I Sampdoria tillbringade Fiorillo ytterligare ett halvår på bänken innan han i januari 2011 lånades Spezia i Prima Divisione. Fiorillo fick spela totalt åtta matcher under våren innan han åter återvände till Sampdoria som då just relegerats till Serie B.
Med Sampdoria i Serie B stannade Fiorillo hela säsongen 2011/2012 i klubben, men fick inte spela en enda minut.
Under sommaren 2012 lånades han ut till Livorno, där han initialt fick agera reserv. Efter att ordinarie förstemålvakten Luca Mazzoni skadat sig mot Spezia 8 oktober 2012, fick Fiorillo dock chansen och övertygade såpass mycket att han fick fortsätta som förstaval även efter att Mazzoni kommit tillbaka.

## Meriter
- Mästare i Coppa Italia Primavera: 1

2008 (Sampdoria)